# 後甲里斷層
後甲里斷層（英語：Houchiali Fault）又稱後甲斷層或虎尾寮斷層，位於臺灣嘉南平原的活動斷層，屬於逆移斷層，約呈南北走向，共長12公里，由台南市永康區向南延伸至仁德區虎山。

## 總結與評估
根據鑽井資料、地球物理探勘，與井下岩芯剪切變形帶的深度分佈，可發現後甲里斷層是一個向西斜的逆斷層；在地表上無法發現此斷層，可能此斷層並無截穿至地表，屬於盲斷層。
根據全球定位系统的測量與分析，後甲里斷層上下盤在水平方向有明顯的變化量；根據跨斷層剖面速度場變化的分析，在1999至2006年間，後甲里斷層是逆斷層並有右移分量。根據精密水準測量分析，臺南臺地每年有15公厘的垂直位移，顯示台地有明顯的抬升趨勢，研判後甲里斷層為一活躍的構造。
後甲里斷層，在六雙層內具有錯移現象，其斷層前緣研判造成台南層的褶皺與小型破裂，列為第二類活動斷層。